# Francesc Santcliment
|  | No s'ha de confondre amb Francesc de Santcliment. |

Francesc Santcliment (segle XV - segle XVI) va ser un matemàtic català, actiu a Barcelona com escriptor de llibres d'aritmètica del segle xv, utilitzà xifres aràbigues. Gairebé no se sap res de la seva vida. Fou l'autor d'un manual d'aritmètica mercantil, el primer en ser imprès en català, el primer llibre d'aritmètica imprès a la península Ibèrica i el segon en imprimir-se al món. Es coneixen dues obres seves.
- Suma de la Art d'Arismètica, publicada en català a Barcelona per Pere Posa l'any 1482, Un exemplar d'aquest llibre d'aritmètica es conserva a la Biblioteca de Catalunya
- Compilatió[n] de Arismética sobre la Arte Mercantívol, llibre de càlculs per a mercaders, publicat en castellà a Saragossa per Pau Hurus (Paulus de Konstanz) l'any 1486. Un exemplar es conserva a la Biblioteca de la Universitat de Càller

El llibre de 1482 és el primer llibre d'aritmètica imprès a la península Ibèrica i un dels llibres d'aritmètica més antics que s'han fet mai. És possiblement també el segon llibre d'aritmètica imprès més antic del món després de l'Aritmètica de Treviso (1478). Imprès un any més tard, el 1483, a Alemanya, també hi ha el Llibre d'Aritmètica de Bamberg d'Ulrich Wagner i el 1484, a Venècia, l'aritmètica de Piero Borgi, el més antic d'aquest període i amb més edicions. i la Summa de arithmetica i De divina proportione, de Luca Paccioli, en forma de manuscrit el 1494, tot i que fou imprès el 1506. Tanmateix, la Summa de arithmetica fou copiada del manuscrit de Della mercatura e del mercante perfetto de Benedetto Cotrugli de 1458, que es conserva a la Biblioteca nacional de Malta.
El seu llibre d'aritmètica també conté informació útil per als comerciants sobre drets de duana, canvis de monedes i preus relatius.